# Бреннинкмейер, Йорис
Йорис Бреннинкмейер (нидерл. Joris Brenninkmeijer; род. 14 сентября 1969) — нидерландский шахматист, международный мастер (1989).
Бронзовый призёр чемпионата Европы среди юниоров (1987/1988) в Арнеме.
Победитель открытого чемпионата Нидерландов 1989 года, серебряный призёр чемпионата Нидерландов 1990 года.
В составе сборной Нидерландов участник 29-й Олимпиады (1990) в Нови-Сад.

## Изменения рейтинга
| Графики недоступны из-за технических проблем. См. информацию на Фабрикаторе и на mediawiki.org. |